# Carletto AG

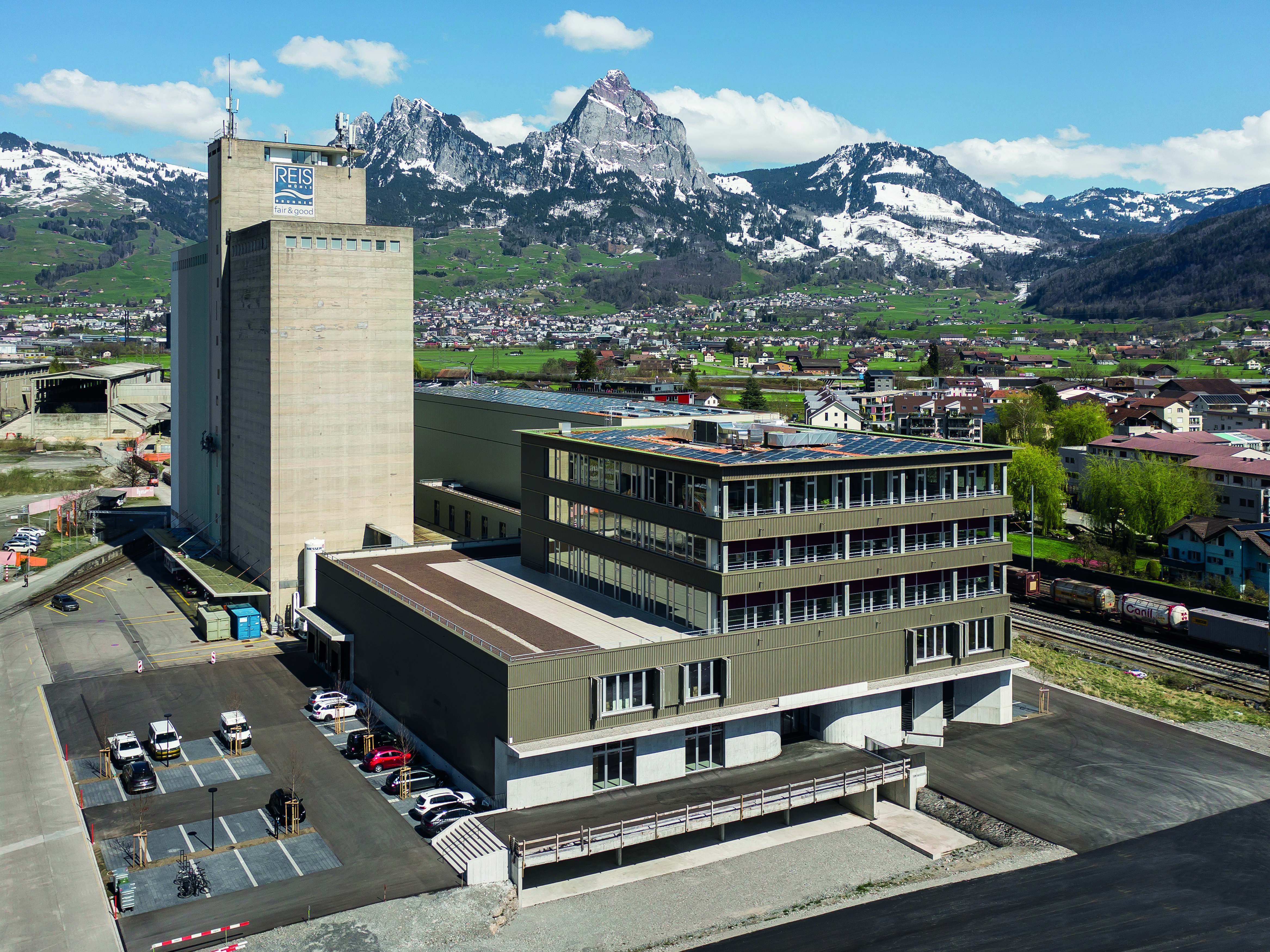
Hauptsitz der Carletto AG in Brunnen, Ingenbohl

Die Carletto AG ist ein Schweizer Unternehmen mit Sitz in Brunnen, das auf die Distribution von Spielwaren spezialisiert ist. Es wurde 1986 von Helmut und Peter Gygax gegründet. Die Firma vertreibt unter anderem Brettspiele, Puzzle, Kreativspielzeug und Kuscheltiere und ist in mehreren Ländern aktiv.

## Geschichte
Die Carletto AG wurde 1986 in Wollerau gegründet und konzentrierte sich zunächst auf den Vertrieb von Gesellschaftsspielen in der Schweiz und im deutschsprachigen Raum. In den folgenden Jahren wurde das Produktportfolio kontinuierlich erweitert und die geografische Reichweite ausgebaut. Im Jahr 2000 übernahm Peter Gygax die Geschäftsleitung von seinem Vater Helmut Gygax. 2008 gründete das Unternehmen den eigenen Spieleverlag Game Factory, ein Jahr später folgte die Gründung der Carletto Deutschland GmbH mit Sitz in Nürnberg. 2024 verlegte die Carletto AG ihren Hauptsitz nach Brunnen am Vierwaldstättersee.

## Unternehmensstruktur
Die Carletto-Gruppe betreibt neben dem Hauptsitz in Ingenbohl auch Standorte in Nürnberg (Carletto GmbH) und Hongkong (Carletto Asia). Unter dem Namen SwissCube Logistics by Carletto betreibt Carletto eine eigene Logistikfirma, die auch Drittanbieter bedient.

## Produkte und Marken
Das Unternehmen vertreibt über 50 Marken, darunter klassische Gesellschaftsspiele sowie Kreativspielwaren. Zusätzlich betreibt Carletto mit Game Factory einen eigenen Spieleverlag, der international erhältliche Titel veröffentlicht.